# Live from KCRW
Live from KCRW je čtvrté koncertní album australské rockové skupiny Nick Cave and the Bad Seeds. Vydáno bylo dne 29. listopadu 2013 a záznam pochází z 18. dubna toho roku, kdy bylo vystoupení kapely v Los Angeles nahráno pro rozhlasovou stanici KCRW. Album nahrál Bob Clearmountain.

## Seznam skladeb
1. „Higgs Boson Blues“ (Nick Cave, Warren Ellis) – 8:46
2. „Far from Me“ (Cave) – 5:27
3. „Stranger Than Kindness“ (Anita Lane, Blixa Bargeld) – 4:53
4. „The Mercy Seat“ (Cave, Mick Harvey) – 5:11
5. „And No More Shall We Part“ (Cave) – 3:51
6. „Wide Lovely Eyes“ (Cave, Ellis) – 4:13
7. „Mermaids“ (Cave, Ellis) – 5:23
8. „People Ain't No Good“ (Cave) – 5:18
9. „Push the Sky Away“ (Cave, Ellis) – 4:46
10. „Jack the Ripper“ (Cave) – 4:28

## Obsazení
- Nick Cave – zpěv, klavír
- Warren Ellis – tenorová kytara, housle, klavír, smyčky, doprovodné vokály
- Martyn P. Casey – baskytara
- Jim Sclavunos – bicí, perkuse, doprovodné vokály
- Barry Adamson – varhany, perkuse, doprovodné vokály